# D-allethrine
d-allethrine is een aan pyrethrine verwante organische verbinding met als brutoformule C19H26O3. Het is een lichtgele, viskeuze vloeistof, die erg schadelijk is voor het milieu. De toxiciteit voor mensen is vrij laag. d-allethrine is het trans-isomeer van allethrine.
De stof wordt gebruikt als insecticide. De handelsnaam van de stof is Pynamin Forte.

## Toxicologie en veiligheid
De stof ontleedt bij verhitting boven 400°C, met vorming van irriterende dampen. Ze is irriterend voor de ogen, de huid en de luchtwegen.